# جان استوارت-موری، هفتمین دوک
جان استوارت-موری، هفتمین دوک (انگلیسی: John Stewart-Murray, 7th Duke of Atholl; ۶ august ۱۸۴۰ – ۲۰ ژانویه ۱۹۱۷ (۷۶ ساله)) سیاست‌مدار اهل اسکاتلند بود.
وی همچنین برندهٔ جوایزی همچون نشان گل خار شده‌است.